# Claude-Adrien de Mun
Pour les articles homonymes, voir Mun et Famille de Mun.
Jean-Antoine-Claude-Adrien, marquis de Mun (19 décembre 1773 à Paris - 24 avril 1843 à Paris), est un homme politique français.

## Biographie
Fils du comte Alexandre-François de Mun, maréchal de camp, et petit-fils de Claude-Adrien Helvétius, il est surnuméraire au garde du corps à l'âge de quinze ans et se tint à l'écart durant la Révolution.
Conseiller général de Seine-et-Marne après le Consulat, la Restauration le nomma président du collége électoral du département, puis Pair de France le 17 août 1815.
Marié à Henriette d'Ursel, sœur du duc Charles-Joseph d'Ursel et petite-fille du duc Charles Marie Raymond d'Arenberg, il est le grand-père d'Albert de Mun.

## Distinctions
- Officier de la Légion d'honneur (8 mai 1821)[1]

## Sources
1. ↑  « Recherche - Base de données Léonore », sur www.leonore.archives-nationales.culture.gouv.fr (consulté le 28 août 2023)

- « Mun (Jean-Antoine-Claude-Adrien, marquis de) », dans Adolphe Robert et Gaston Cougny, Dictionnaire des parlementaires français, Edgar Bourloton, 1889-1891 [détail de l’édition]